# Grešlové Mýto
Grešlové Mýto (in tedesco Gröschlmaut) è un comune della Repubblica Ceca facente parte del distretto di Znojmo, in Moravia Meridionale.